# سيباستيان لانجفيلد
سيباستيان لانجفيلد (بالهولندية: Sebastian Langeveld)‏ (و. 1985  م) هو راكب دراجة هوائية هولندي، ولد في ليسه، شارك في طواف إسبانيا، وسباق طواف فرنسا 2012، وطواف فرنسا 2019، وسباق طواف فرنسا 2015، وسباق طواف فرنسا 2014، وطواف فرنسا، والألعاب الأولمبية الصيفية 2012، وطواف فرنسا 2016.

## سجل الفوز

### سباقات أو مراحل فاز بها
| التاريخ        | السباق                                            | المركز                                            |
| -------------- | ------------------------------------------------- | ------------------------------------------------- |
| 08 سبتمبر 2005 | 2005 Izegem Koers                                 |                                                   |
| 06 أبريل 2006  | 2006 Grand Prix Pino Cerami                       | الفائز في التصنيف العام                           |
| 07 مايو 2006   | أربعة أيام من دونكيرك 2006                        | التاسع في التصنيف العام                           |
| 28 يونيو 2006  | 2006 Grote Prijs Gerrie Knetemann                 | الثامن في التصنيف العام                           |
| 23 يونيو 2007  | ستير إليكتروير 2007                               | الفائز في التصنيف العام                           |
| 01 يناير 2008  | 2008 Trofeo Sóller                                |                                                   |
| 02 مارس 2008   | كرونا بروكسل 2008                                 |                                                   |
| 18 مارس 2008   | تيرينو ادرياتيكو 2008                             | الثالث في تصنيف أفضل شاب                          |
| 06 أبريل 2008  | طواف فلاندرز 2008                                 | المرتبة 18 في التصنيف العام                       |
| 28 مارس 2009   | إي ثري هاريل بيك 2009                             | التاسع في التصنيف العام                           |
| 14 يونيو 2009  | دلتا تور زيلاند 2009                              | العاشر في التصنيف العام، الثاني في تصنيف أفضل شاب |
| 06 سبتمبر 2009 | غروت بريجس جيف شيرنز 2009                         | الفائز في التصنيف العام                           |
| 18 سبتمبر 2009 | كامبيونشاب فان فلانديرن 2009                      |                                                   |
| 20 أغسطس 2010  | طواف ليموزين 2010                                 |                                                   |
| 26 فبراير 2011 | طواف نيوشبلاد 2011                                | الفائز في التصنيف العام                           |
| 08 نوفمبر 2014 | Amstel Curaçao Race 2014                          |                                                   |
| 14 أغسطس 2016  | جولة ركوب الدراجات التشيكية 2016                  |                                                   |
| 16 يونيو 2021  | سباق الطريق ضد الساعة للرجال في بطولة هولندا 2021 |                                                   |

## روابط خارجية
- سيباستيان لانجفيلد على موقع الاتحاد الدولي للدراجات (الإنجليزية)
- سيباستيان لانجفيلد على موقع أرشيف الدراجات (الإنجليزية)
- سيباستيان لانجفيلد على موقع إحصائيات الدراجات الإحترافية (الإنجليزية)
- سيباستيان لانجفيلد على موقع نسبة الدراجات (الإنجليزية)
- سيباستيان لانجفيلد على موقع CycleBase (الإنجليزية)
- سيباستيان لانجفيلد على موقع أوليمبيديا (الإنجليزية)